# معجزه در سنت آنا
معجزه در سنت آنا (انگلیسی: Miracle at St. Anna) فیلمی در ژانر جنگی به کارگردانی اسپایک لی است که در سال ۲۰۰۸ منتشر شد.

## بازیگران
- درک لوک
- مایکل ایلی
- لاز آلونسو
- عمر بنسون میلر
- والنتینا چروی
- جان تورتورو
- جوزف گوردون-لویت
- جان لگویزمائو
- کری واشینگتن
- دی بی سویینی
- الکساندرا ماریا لارا
- کریستیان برکل
- والتون گوگینس
- رابرت جان برک
- اومرو آنتونوتی
- لیدیا بیوندی
- آنیزه نانو
- ماسیمو د سانتیس
- گیزلدا وُلودی
- ماسیمو سارکیه‌لی